# Доменна стінка (теорія струн)
Доменна стінка — це теоретична (d−1)-вимірна сингулярність в теорії струн. Доменна стінка має представляти об’єкт корозмірності один, вбудований в простір (дефект у просторі, локалізований в одному просторовому вимірі). Наприклад, D8-брани є доменними стінками в теорії струн типу II. У М-теорії існування доменних стінок Горава–Віттена, «кінців світу», які відповідають калібрувальній теорії E8, є важливим для різних зв’язків між теорією суперструн і М-теорією.
Якщо доменні стінки існують, то їхня взаємодія випромінює гравітаційні хвилі, які можна виявити за допомогою LIGO та подібних експериментів.